# Tangachromis dhanisi
Tangachromis dhanisi är en fiskart som först beskrevs av Poll, 1949.  Tangachromis dhanisi ingår i släktet Tangachromis och familjen Cichlidae. IUCN kategoriserar arten globalt som livskraftig. Inga underarter finns listade i Catalogue of Life.